# Chân bì
Chân bì (tiếng Anh: Dermis), còn được gọi là trung bì, là một lớp da nằm giữa thượng bì (là thành phần chính của da) và hạ bì. Nó bao gồm các mô liên kết dày đặc hợp thức, có vai trò quan trọng trong việc cung cấp độ đàn hồi và độ bền cho da. Chân bì được chia thành hai phần: vùng giao tiếp với lớp biểu bì được gọi là vùng nhú, và phần sâu hơn được gọi là lớp hạ bì dạng lưới. Lớp hạ bì tạo ra một kết nối chặt chẽ với lớp biểu bì thông qua màng đáy.
Cấu trúc của chân bì bao gồm collagen, sợi đàn hồi và ma trận ngoại sợi. Nó cũng chứa các cơ quan thụ cảm cơ học để nhận biết cảm giác chạm, cũng như các cơ quan thụ cảm nhiệt để cảm nhận nhiệt độ. Ngoài ra, chân bì còn chứa nang lông, tuyến mồ hôi, tuyến bã nhờn (tuyến dầu), tuyến apocrine, mạch máu và dây thần kinh. Mạch máu trong chân bì đảm nhận vai trò cung cấp dưỡng chất và loại bỏ chất thải cho cả lớp biểu bì và thượng bì.